# ویروس اپشتین–بار
ویروس اپشتین–بار (به انگلیسی: Epstein–Barr virus) به صورت مخفف EBV عامل بیماری مونونوکلئوز عفونی از گروه هرپس ویریده‌ها است. این ویروس با برخی از انواع سرطان مانند: لنفوم هوچکین، لنفوم بورکیت و بیماری‌هایی مانند ایدز (HIV)، مولتیپل اسکلروز (یا همان ام اس) در ارتباط است.

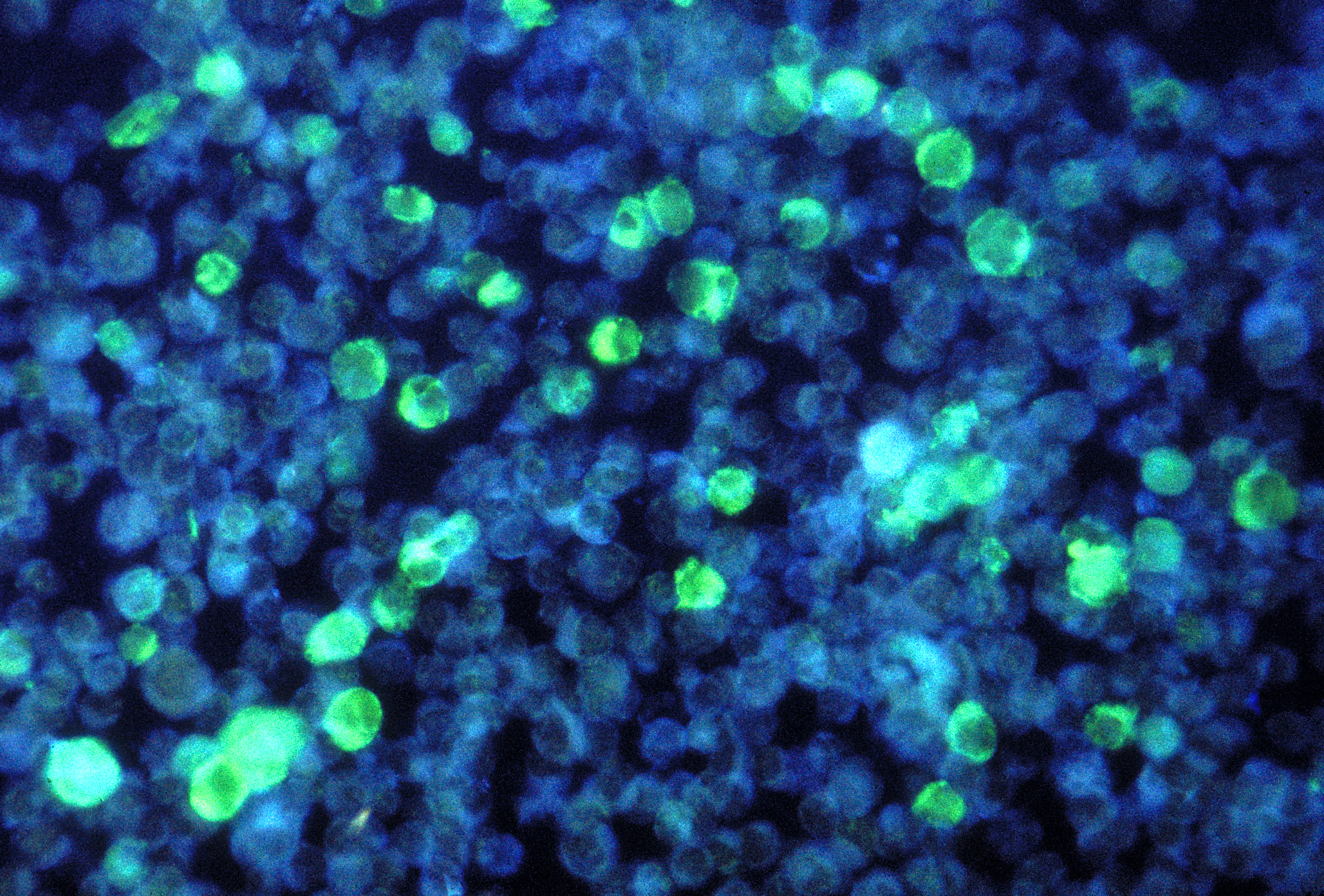
این فتومیکروگراف سلول‌های لوسمی حاوی ویروس اپشتین بار را با استفاده از تکنیک رنگ آمیزی FA نشان می‌دهد. ویروس اپشتین بار، EBV، عضوی از خانواده هرپس ویروس‌ها است و یکی از شایع‌ترین ویروس‌های انسانی است. هنگامی که عفونت با EBV در دوران نوجوانی یا جوانی رخ می‌دهد، در ۳۵٪ تا ۵۰٪ مواقع باعث مونونوکلئوز عفونی می‌شود. (CDC)

## ویروس
اپشتین بار ویروس، از خانواده هرپس ویروس‌ها ژنوم DNA دورشته‌ای دارد، و اندازه ویروس ۱۲۰ nm تا ۱۸۰ nm است. هرپس ویروس تیپ چهار (HHV-۴) نیز نامیده می‌شود. عفونت طبیعی EBV تنها در انسان رخ می‌دهد، و بسیار شایع است. بررسی‌های سرواپیدمیولوژی نشان می‌دهد، که بیش از ۹۵٪ از بزرگسالان در جهان با ویروس EBV مواجه شده‌اند. این ویروس جزء زیرخانواده گاماهرپس ویرینه است.

## بیماریزایی
انتقال این ویروس عمدتاً از طریق مواجهه با ترشحات دهان، مانند: بزاق (مانند بوسیدن و سرفه کردن) و در موارد کمتری به روش انتقال جنسی انجام می‌گیرد. این ویروس لنفوسیت‌های بی و سلولهای اپی تلیومی را آلوده می‌کند. دوره نهفتگی از زمان مواجهه اولیه تا شروع علایم، ۵۰–۳۰ روز تخمین زده می‌شود. مطالعات اخیر نشان می‌دهد، که ابتلا به عفونت این ویروس خطر ابتلا به بیماری‌های خودایمنی مانند ام‌اس و تیروئیدیت هاشیموتو را افزایش می‌دهد.